# Ściernica

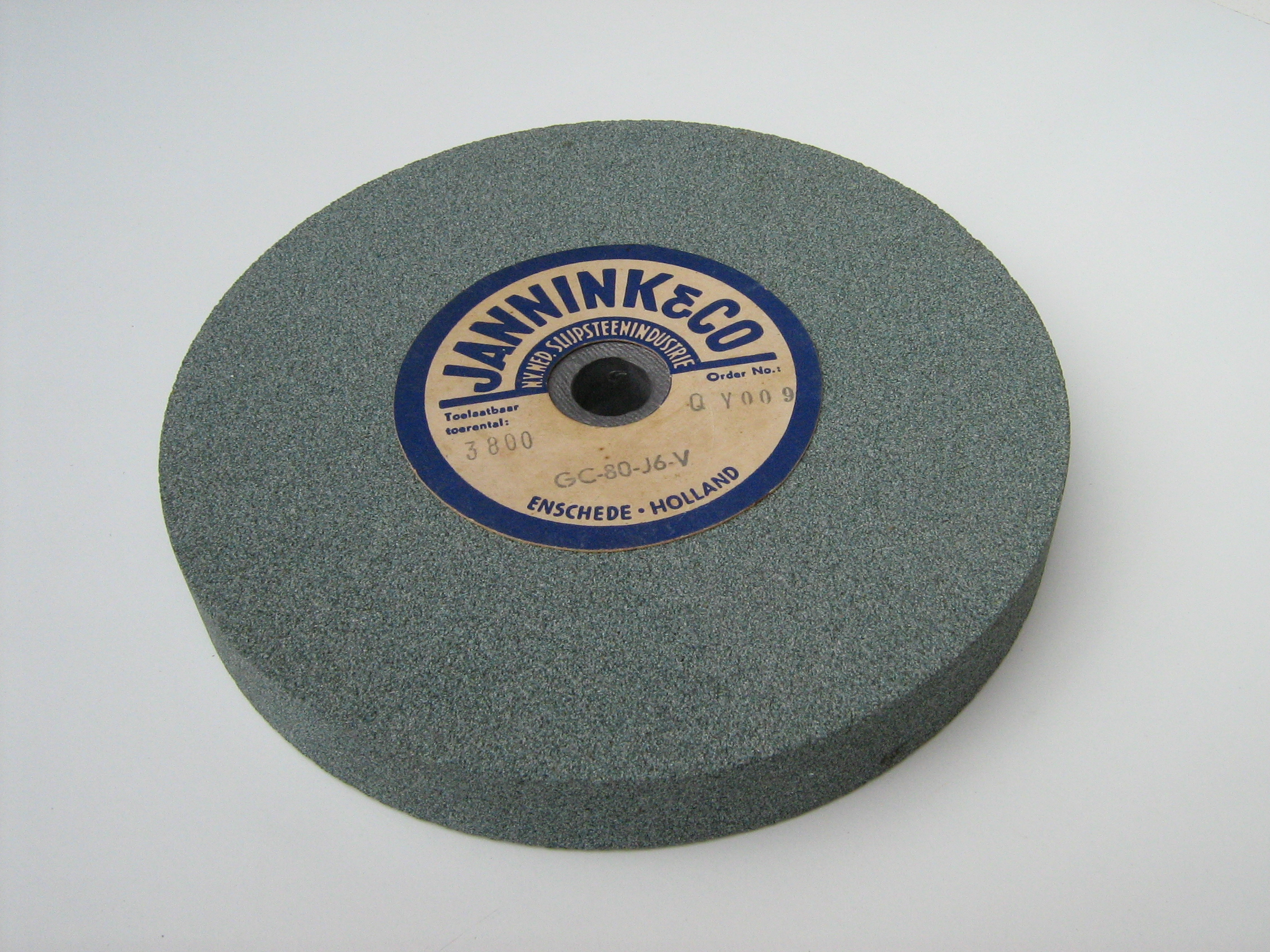
Ściernica

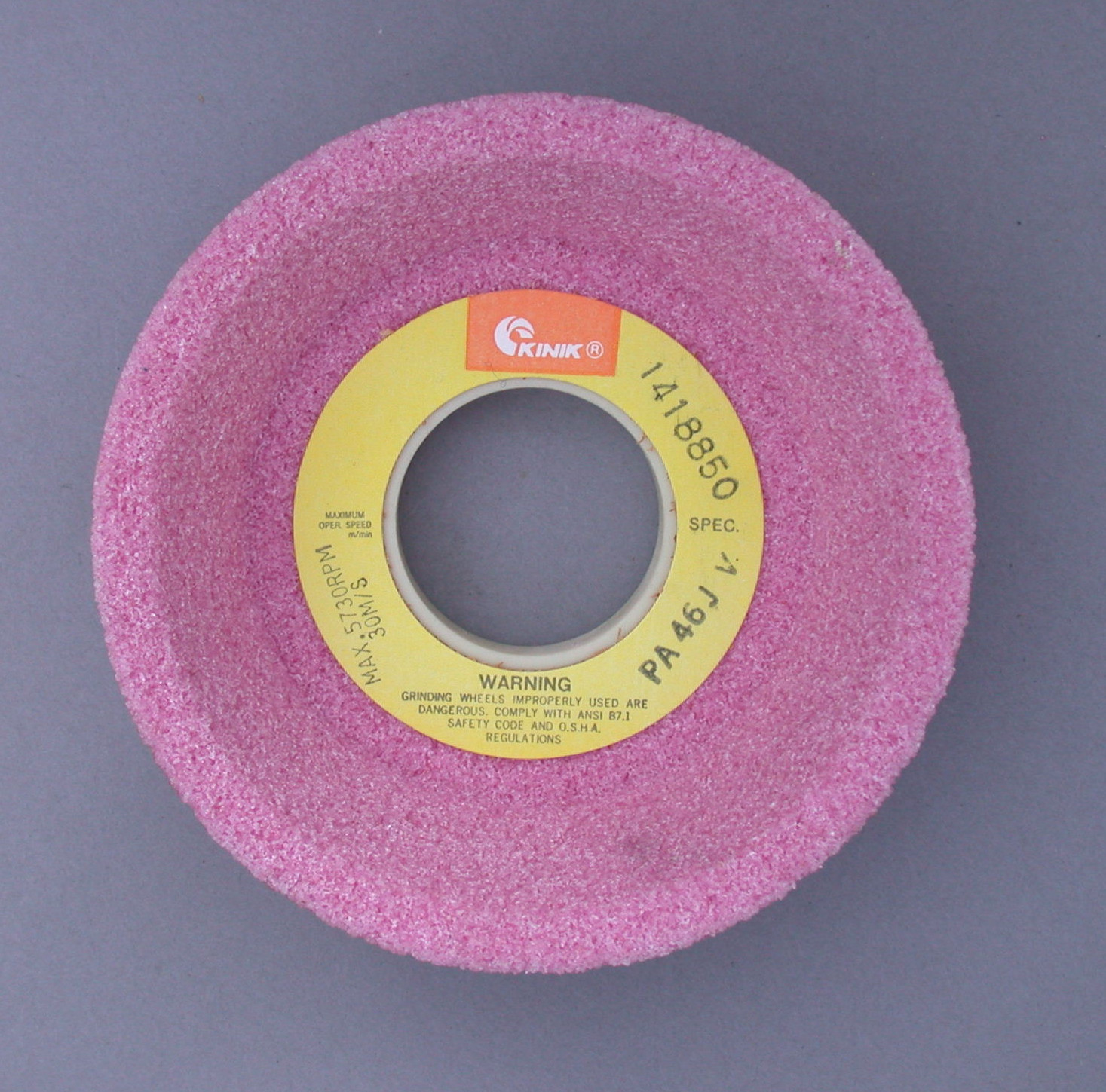
Ściernica garnkowa

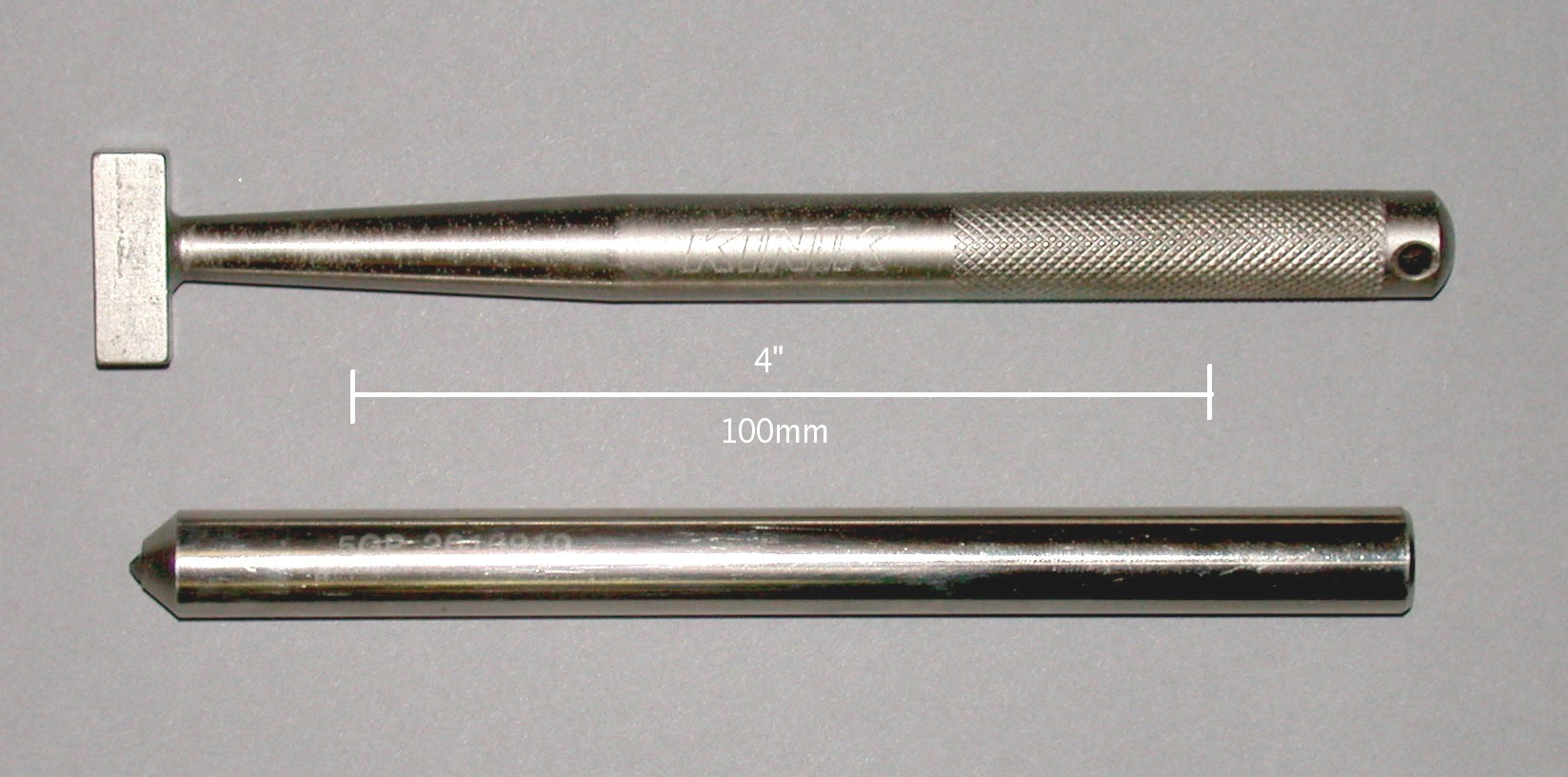
Narzędzia diamentowe do obciągania ściernicy

Ściernica – narzędzie ścierne, składające się z ziaren ściernych i nośnika materiału ściernego – spoiwa. Ziarna ścierne (korund, węglik krzemu, azotek boru lub diament) nie mają określonego kształtu, a ich wielkość wpływa na uzyskanie określonej chropowatości powierzchni.

## Spoiwa
Do produkcji ściernic używane są różne spoiwa:
- spoiwo ceramiczne
- spoiwo gumowe
- spoiwo mineralne
- spoiwo bakelitowe

## Podział
Ściernice dzielimy ze względu na kształt na :
- trzpieniowe
- tarczowe
- garnkowe
- specjalne
- odcinki szlifierskie do korpusów

## Charakterystyka ściernicy
Pojęcie charakterystyki ściernicy odnosi się do jej oznaczenia, w którym w określonej pozycji znajdują się umowne symbole oznaczające poszczególne własności. Przykładowo ściernica oznaczona: 5A 350x50x127 95A 46 K 7 V to  ściernica płaska (5A) o wymiarach 350×50×127 [mm] wykonanej z elektrokorundu zwykłego (95A) o numerze ziarna 46, twardości K, strukturze 7 na spoiwie ceramicznym (V)
Jednym z najważniejszych parametrów ściernicy jest jej twardość – która ma bardzo duży wpływ na jej pracę oraz skuteczność w szlifowaniu konkretnych materiałów. Twardość określa siłę, jaką należy działać na ziarna ścierne, aby oderwać je od ściernicy. Skala twardości ściernic podzielona jest na 16 stopni oznaczanych literami: od E do T – gdzie E to ściernica bardzo miękka, a T to ściernica bardzo twarda.
W trakcie szlifowania, ziarna ścierne ulegają naturalnemu stępieniu i powinny zostać z biegiem czasu usunięte – aby odsłonić nowe, jeszcze nie stępione. Podstawowa reguła przy dobieraniu twardości ściernicy jest taka, aby przy obróbce twardych materiałów używać ściernic miękkich, a przy obróbce miękkich materiałów używać ściernic twardych. Szlifując materiał twardy, ziarna ścierne tępią się szybko, a miękka ściernica pozwoli na szybkie ich usunięcie i odsłonięcie nowych – ostrych. Szlifując natomiast materiał miękki, ziarna będą tępić się znacznie wolniej – w ściernicy twardej będą pracować one dłużej, co jest bardziej ekonomiczne.